# Sanhoane (Santa Marta de Penaguião)
Sanhoane is een plaats (freguesia) in de Portugese gemeente Santa Marta de Penaguião en telt 422 inwoners (2001).